# Бєлозериха (Нижньогородська область)
Бєлозериха (рос. Белозериха) — село в Лисковському районі Нижньогородської області Російської Федерації.
Населення становить 470 осіб. Входить до складу муніципального утворення Красноосельська сільрада.

## Історія
Від 2009 року входить до складу муніципального утворення Красноосельська сільрада.

## Населення
| 2002 | 2010 |
| ---- | ---- |
| 532  | ↘470 |